# شركة أسمنت المنطقة الجنوبية
شركة إسمنت المنطقة الجنوبية هي شركة مساهمة سعودية، تأسست بتاريخ الثاني عشر من صفر عام 1398 هـ برأس مال قدره سبعمئة مليون ريال سعودي، وفي عام 1997 رأى مجلس الإدارة زيادة رأس مال الشركة بنسبة 50% ليصبح مليار وخمسين مليون ريال.

## مصانع الشركة
- مصنع أسمنت جازان: يقع مصنع أسمنت جازان بمنطقة (أم العرج ) قرب محافظة أحد المسارحة، على بعد 70 كيلو متراً جنوب شرق مدينة جازان، وقد أُختير هذا الموقع لوفرة الحجر الجيري فيه وهو المادة الأساسية لصناعة الأسمنت.[3]
- مصنع أسمنت بيشة: يقع مصنع إسمنت بيشة في جبل المحاوي على بعد 68 كيلومتراً جنوب غرب محافظة بيشة، وقد شقت الشركة طريقاً بطول 33 كيلومتراً ليربط الطريق العــام (بيشة - خميس مشيط ) بالمصنع.[4]
- مصنع أسمنت تهامة: يقع مصنع إسمنت تهامة في ثلوث عمارة بالعرضية الجنوبية بمحافظة العرضيات بمنطقة مكة المكرمة، وقد شقت الشركة طريقين لربط المصنع بطريق محايل عسير – مكة المكرمة طريق رقم (211)، الأول من جنوب المصنع بطول 10.8 كم، والثاني من شرق المصنع بطول 9 كم.[5]

## مجلس إدارة شركة أسمنت المنطقة الجنوبية
```
معالي الدكتور / حمد بن سليمان البازعي رئيس المجلس
```

سعادة الاستاذ / محمد بن ناصر الثابت نائب رئيس المجلس
سعادة الاستاذ / منصور بن عبدالعزيز الصغير
معالي الدكتور / عبدالله بن ناصر ابوثنين
الأستاذ / سعد بن عبدالعزيز الكورد
المهندس / أحمد بن سعيد الغامدي
سعادة المهندس / أحمد بن علي اللحيدان
سعادة المهندس / ثامر بن حمد المهيد
| الاسم                         | المنصب                 |
| ----------------------------- | ---------------------- |
| د . حمد بن سليمان البازعي     | رئيس مجلس الإدارة      |
| محمد بن ناصر الثابت           | نائب رئيس مجلس الإدارة |
| منصور بن عبد العزيزي الصغير   | عضو                    |
| د . عبد الله بن ناصر ابواثنين | عضو                    |
| سعد بن عبدالعزيز المورد       | عضو                    |
| م . أحمد سعيد الغامدي         | عضو                    |
| م . أحمد بن علي اللحيدان      | عضو                    |
| م . ثامر بن حمد المهيد        | عضو                    |
|                               |                        |